# Нижнее Вуопаярви
Нижнее Вуопаярви — пресноводное озеро на территории Боровского сельского поселения Калевальского района Республики Карелии.

## Общие сведения
Площадь озера — 2,8 км², площадь водосборного бассейна — 42,8 км². Располагается на высоте 106,8 метров над уровнем моря.
Форма озера лопастная, продолговатая: оно вытянуто с северо-запада на юго-восток. Берега изрезанные, каменисто-песчаные, местами заболоченные.
Через озеро протекает река Нижняя Вуопа, впадающая в озеро Нижнее Куйто.
В озере расположено не менее четырёх небольших безымянных островов.
Код объекта в государственном водном реестре — 02020000811102000004951.